# Calmegin
Calmegin‏ (Calmegin) هوَ بروتين يُشَفر بواسطة جين Calmegin في الإنسان.